# George Lucas Hartsuff
George Lucas Hartsuff (28 mai 1830 – 16 mai 1874) est un soldat américain, né à Tyr, à New York.

## Avant la guerre
Il est diplômé de West Point, en 1852, dix-neuvième sur 43 cadets de sa promotion. Alors qu'il sert à fort Brown au Texas, il échappe de peu à la mort lors de l'épidémie de fièvre jaune. Il sert sur la frontière et en Floride au fort Meade dans le 2nd U.S. Artillery, où, lors d'un combat avec les Indiens Séminoles près de Fort Myers, il reçoit une blessure qui causera finalement sa mort. 
Hartsuff a survécu au naufrage du bateau à vapeur Lady Elgin sur le lac Michigan, le 8 septembre 1860.

## Guerre de Secession
Le 22 mars 1861, Hartsuff est nommé adjoint de l'adjudant-général, avec le grade de capitaine breveté et est affecté en service, sous les ordres de Rosecrans dans la Virginie occidentale. Il sert dans des postes d'état-major, servant finalement brièvement en tant que chef d'état-major du département de la montagne. Hartsuff devient brigadier général le 15 avril 1862. Il sert dans le troisième corps de l'armée de Virginie, puis dans l'armée du Potomac. Hartsuff est gravement blessé à la hanche à Antietam, tandis qu'il dirige une brigade de la deuxième division du Ier corps. Immédiatement après la bataille, il est breveté colonel dans l'armée régulière pour bravoure et services méritoires.
Hartsuff est promu major général le 29 novembre 1863. De retour au service actif, il commande le XXIIIe corps dans l'armée de l'Ohio du 28 mai 1863 au 24 septembre de la même année. Cette période comprend les premières étapes de la campagne de Knoxville du major général Ambrose Burnside.
Le 13 mars 1865, il reçoit le brevet de major général dans l'armée régulière, et du 19 mars au 16 avril de la même année, il a le commandement de Bermuda Hundred dans l'armée de la James. Puis il commande le district de Nottoway dans le département de la Virginie du 22 mai au 24 août.

## Après la guerre
Hartsuff quitte le service actif des volontaires le 24 août 1865, et sert dans l'armée régulière, en tant que lieutenant-colonel. Hartsuff démissionne de l'armée régulière le 29 juin 1871, en raison d'une invalidité résultant de ses blessures reçues au combat. Hartsuff prend sa retraite avec le grade de major-général. Il meurt le 16 mai 1874 à New York, et a été enterré au cimetière de West Point.